# Altopiano del Deccan
L'altopiano del Deccan è un "plateau basaltico", cioè un altopiano di origine vulcanica, occupante la maggior parte dell'India peninsulare, su un'altitudine compresa tra i 305 e i 915 metri, con alcuni picchi di 1220 metri, contornato ad occidente dalla catena montuosa dei Ghati occidentali e ad oriente da quella dei Ghati orientali.

## Caratteristiche
Il clima è tropicale monsonico, con una stagione calda e piovosa ed una stagione leggermente più fresca, ma asciutta. Nelle zone interne la piovosità è più scarsa, generando una vegetazione di boscaglia e savana, mentre nelle zone più aperte alle coste e sui monti, le piogge, molto copiose per gran parte dell'anno, generano una lussureggiante giungla tropicale.
La maggior parte dei fiumi ha carattere torrentizio, anche quelli più lunghi, i quali formano spettacolari cascate e caratteristiche gole su gran parte del territorio; essi vengono utilizzati tra l'altro per irrigare vaste aree tramite la costruzione di dighe ed opere di canalizzazione delle acque. Buona parte del territorio è utilizzato per l'agricoltura.
Trovandosi al centro dei traffici commerciali tra l'Asia e le zone mediterranee, il Deccan assorbì culture variegate e sviluppò una propria arte autoctona fiorente dal I secolo a.C., che produsse strutture architettoniche, templi, arti decorative, sculture e miniature.

## Economia
L'altopiano del Deccan è molto ricco di minerali e pietre preziose. La ricchezza mineraria dell'altopiano ha portato molti sovrani di pianura, compresi quelli delle dinastie Maurya (IV-II secolo a.C.) e Gupta (IV-VI secolo d.C.) a combatterla. I principali minerali presenti sono: carbone, minerali ferrosi, amianto, cromite, mica e cianite. Dal marzo 2011 sono stati scoperti grandi giacimenti di uranio nella cintura di Tummalapalle e nel bacino di Bhima a Gogi in Karnataka.